# Гриффит (парк)
«Гриффит» (англ. Griffith Park) — городской муниципальный парк в районе Лос-Фелис города Лос-Анджелес (штат Калифорния, США). В нём расположены несколько примечательных объектов: зоопарк, музеи, обсерватория, театр и др. Также в парке было снято (и снимается до сих пор) множество фильмов, в связи с чем «Гриффит» нередко называют «одним из самых известных муниципальных парков Северной Америки».

## Описание
Парк расположен в районе Лос-Фелис на восточном склоне гор Санта-Моника. Занимает площадь 1740 га (17,442 км²), что ставит его на 51-ю строку списка «Крупнейшие городские парки мира». «Гриффит» — 11-й по площади парк такого типа в США и 2-й в Калифорнии (уступая Мишн-Трейлс). Высота варьируется от 117 до 495 метров над уровнем моря.
В парке широко развит пешеходный туризм, большое количество хорошо организованных пешеходных троп, выделены дороги для конного передвижения, несколько оборудованных точек обозрения.

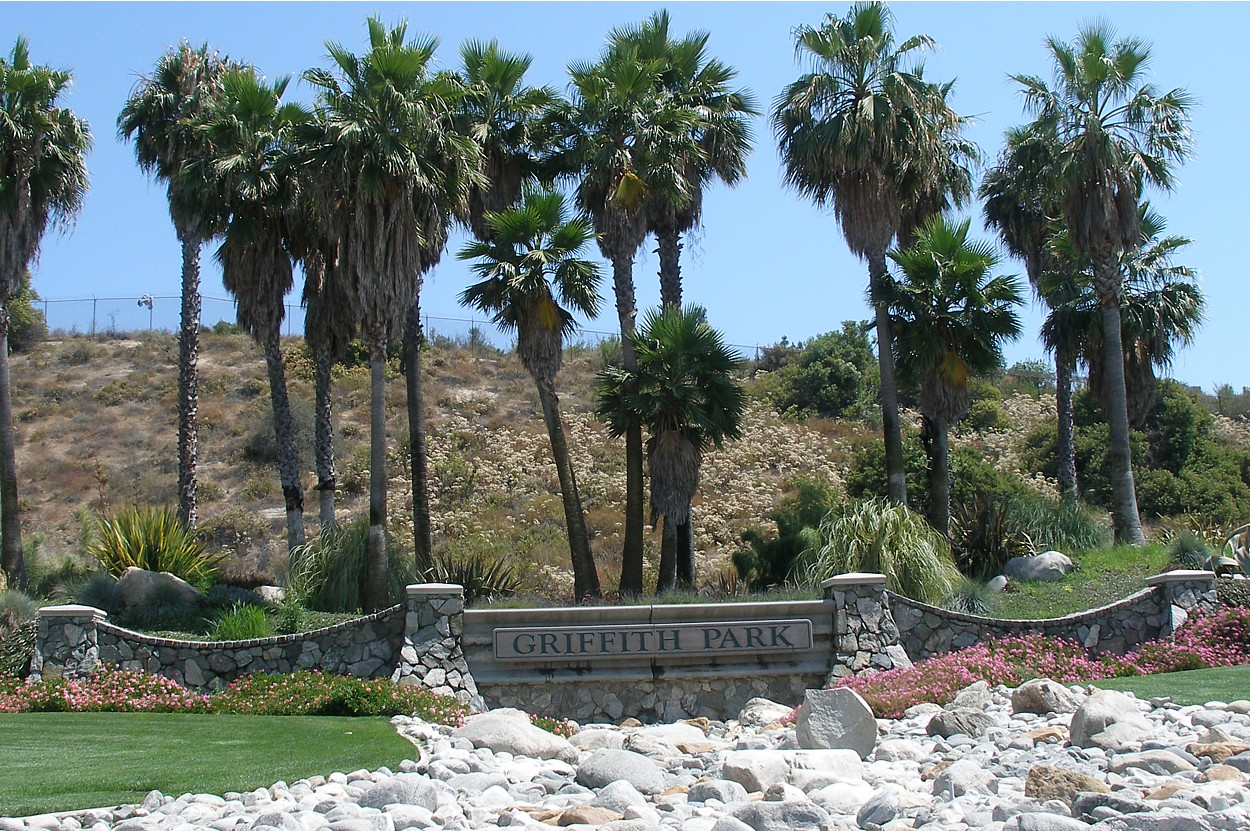
«Добро пожаловать[англ.] в парк Гриффит»
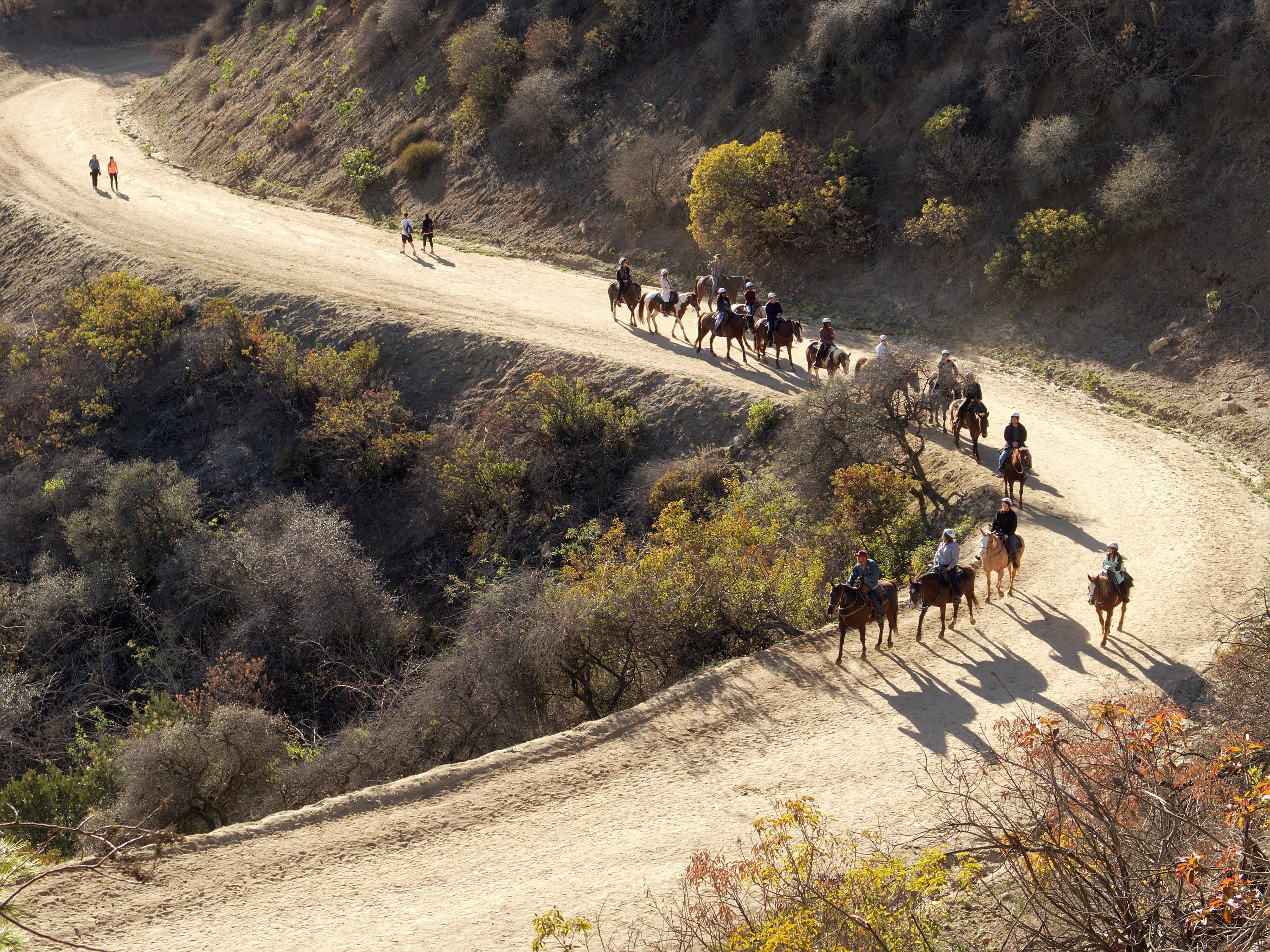
Группа всадников в парке, фото сделано в декабре 2015 года.
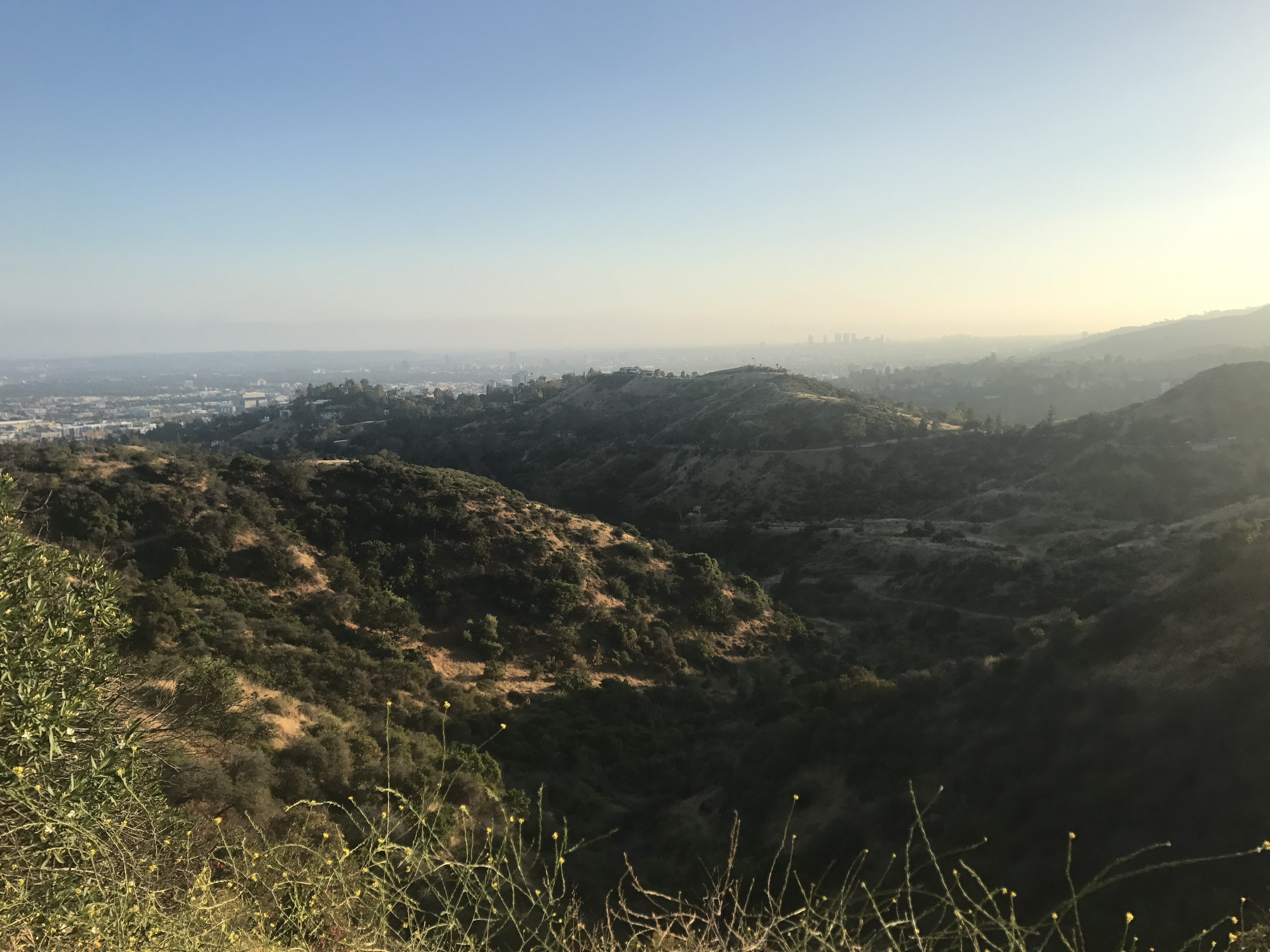
Вид с одной из обзорных точек парка, фото сделано в мае 2017 года.
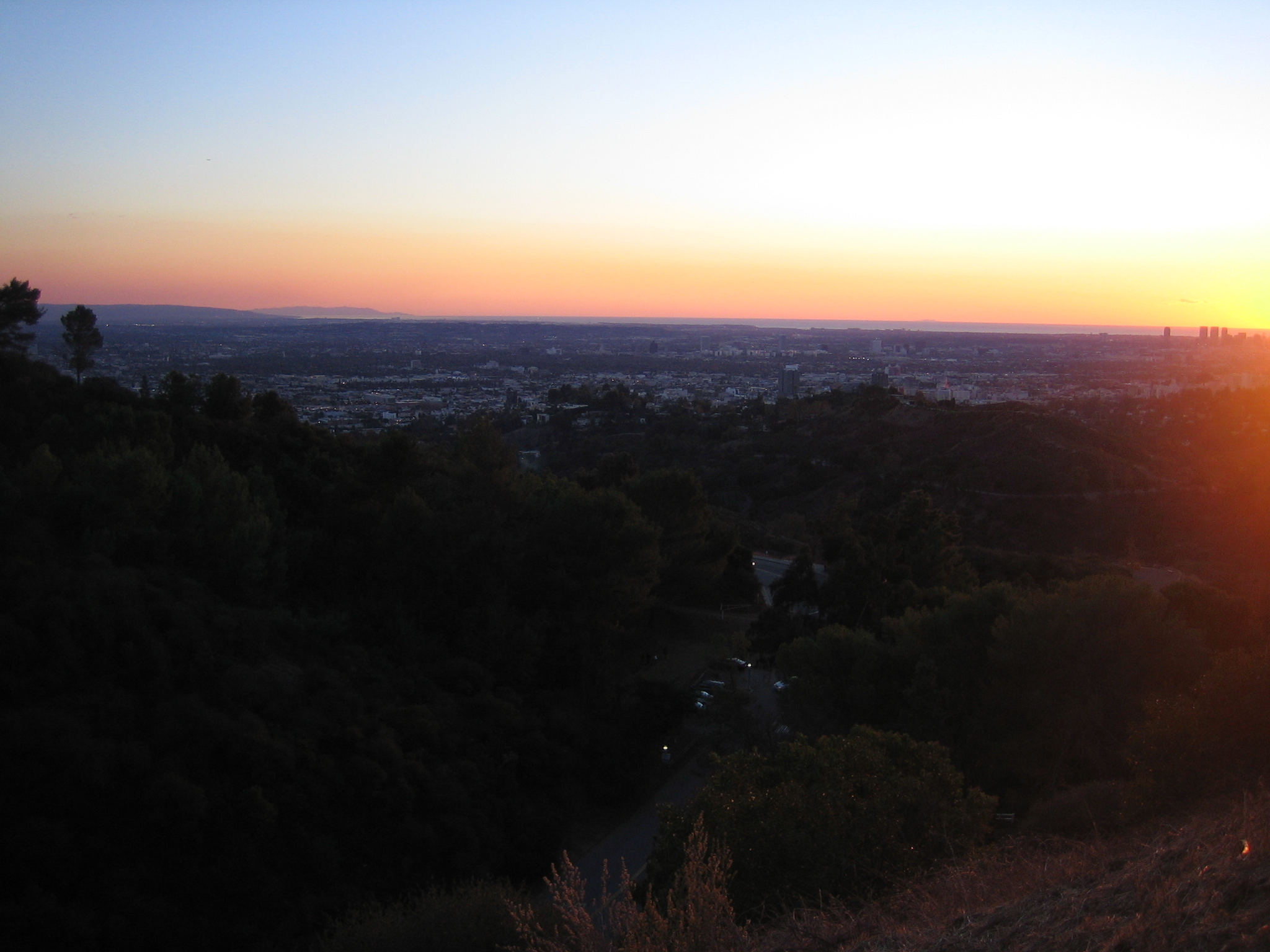
Закат с одной из обзорных точек парка, фото сделано в декабре 2006 года.
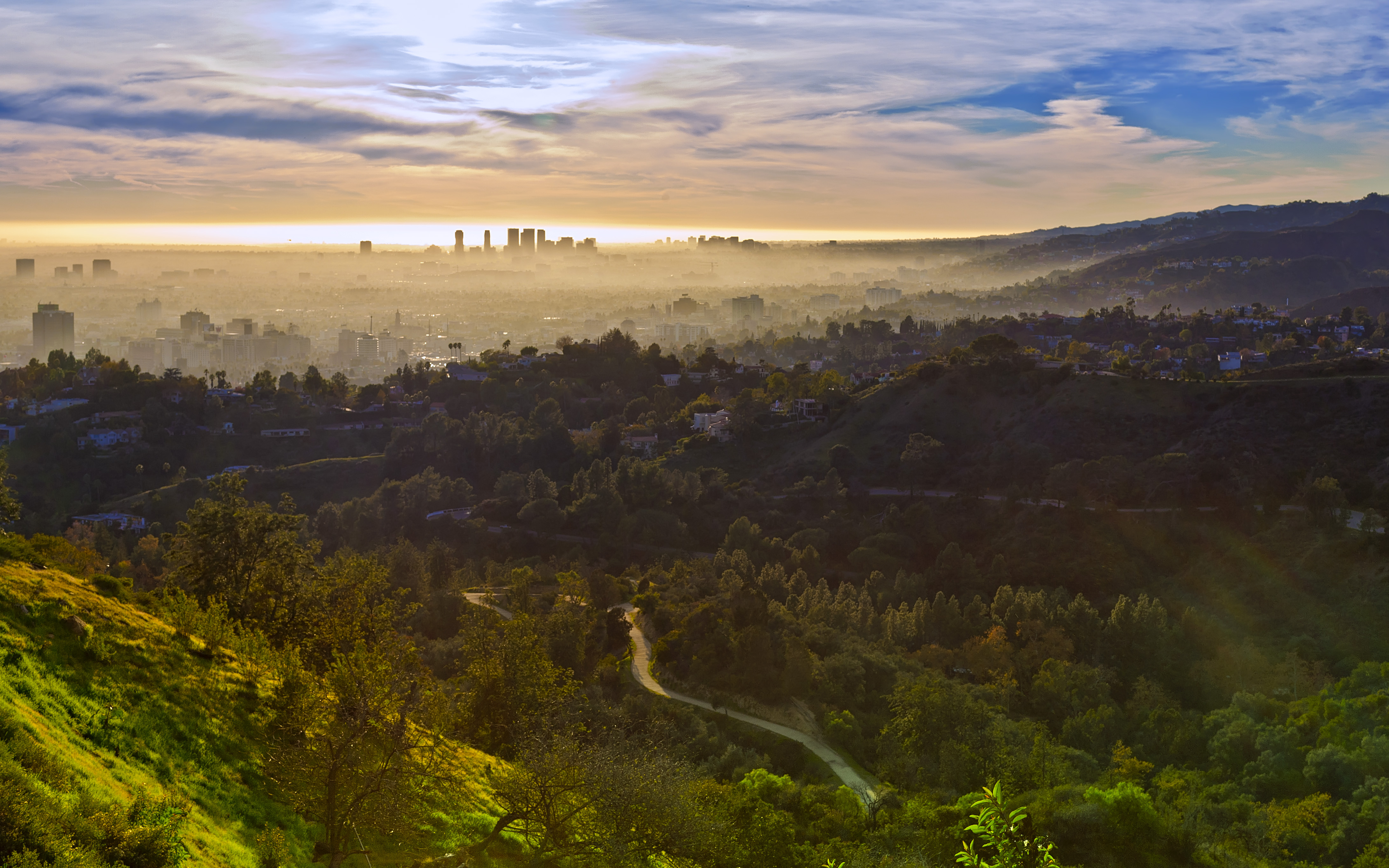
Вид на Голливуд с Обсерватории Гриффита, фото сделано в декабре 2010 года.

### Достопримечательности
- Обсерватория Гриффита — популярное туристическое место: по данным на 2015 год, с 1935 года более семи миллионов человек приникали к окулярам её цейсовского рефрактора — это самое большое количество людей, использовавших один телескоп[5].
  - Тоннель при обсерватории — известное место съёмок голливудских фильмов[6].
- Зоопарк Лос-Анджелеса[англ.] — площадь 54 га, открыт в 1966 году, содержит ок. 1400 животных более чем 270 видов[7].
  - Зоопарк парка «Гриффит»[англ.] (Старый зоопарк Лос-Анджелеса) — работал с 1912 по 1966 года, пока не открылся Зоопарк Лос-Анджелеса (см. выше). Ныне является местом для пикников с многочисленными пешеходными тропами[8].
- Музей Отри Американского Запада[англ.] — открыт в 1988 году, принимает ок. 150 000 посетителей в год[9].
- Городской музей путешествий[англ.] — железнодорожный музей[англ.], открыт в 1952 году[10].
- «Живые паровозы[англ.]» — железнодорожный музей, открыт в 1956 году. На территории работает миниатюрная железная дорога[11].
- Знак Голливуда — установлен в 1923 году[12], размещён на горе Ли[англ.] высотой 521 м. Расположен на пересечённой, крутой местности и окружён барьерами для предотвращения несанкционированного доступа. Активистами была проведена кампания, чтобы затруднить доступ туристов к знаку по соображениям безопасности, поскольку извилистые дороги на склонах холмов в этом районе не рассчитаны на такое количество автомобилей и пешеходов[13][14]. В 2014 году фонд «Знак Голливуда» убедил Google и другие картографические сервисы прекратить указывать местоположение знака, вместо этого направляя посетителей к двум соседним смотровым площадкам[15].
- Каньон Бронсон — место съёмок большого количества кинофильмов и телесериалов, преимущественно в жанрах «вестерн»[16], «фильм ужасов» и «научная фантастика».
- Аэродром (считается заброшенным и малоизвестным)[17].
- «Греческий театр[англ.]» — открыт в 1930 году, вмещает 5900 зрителей.
- Сад Амира — один человек (с помощью случайных добровольцев) превратил свалку «Тойон-Каньон» за 30 с лишним лет в сад[18][19].
- Мост Ла-Крец — длина 91 м, открыт в 2020 году[20].
- Карусель[21].
- Древо наследия[англ.] — сосна в память о битле Джордже Харрисоне была посажена в 2004 году рядом с обсерваторией. Она погибла в 2014 году после нашествия жуков[22][23].
- Статуя «Стоящий медведь» — создана немецким скульптором Рене Синтенис (компания Hermann Noack[нем.]) в 1976 году. На его табличке написано: «Народу США в благодарность за их помощь, дружбу и защиту. Подарен нашему городу-побратиму Лос-Анджелесу жителями свободного Берлина». Является копией «Золотого медведя» — статуэтки, вручаемой ежегодно на Берлинском кинофестивале[24].
- С 1948 по 2022 год[25] в парке работала развлекательная программа катания на пони[26].

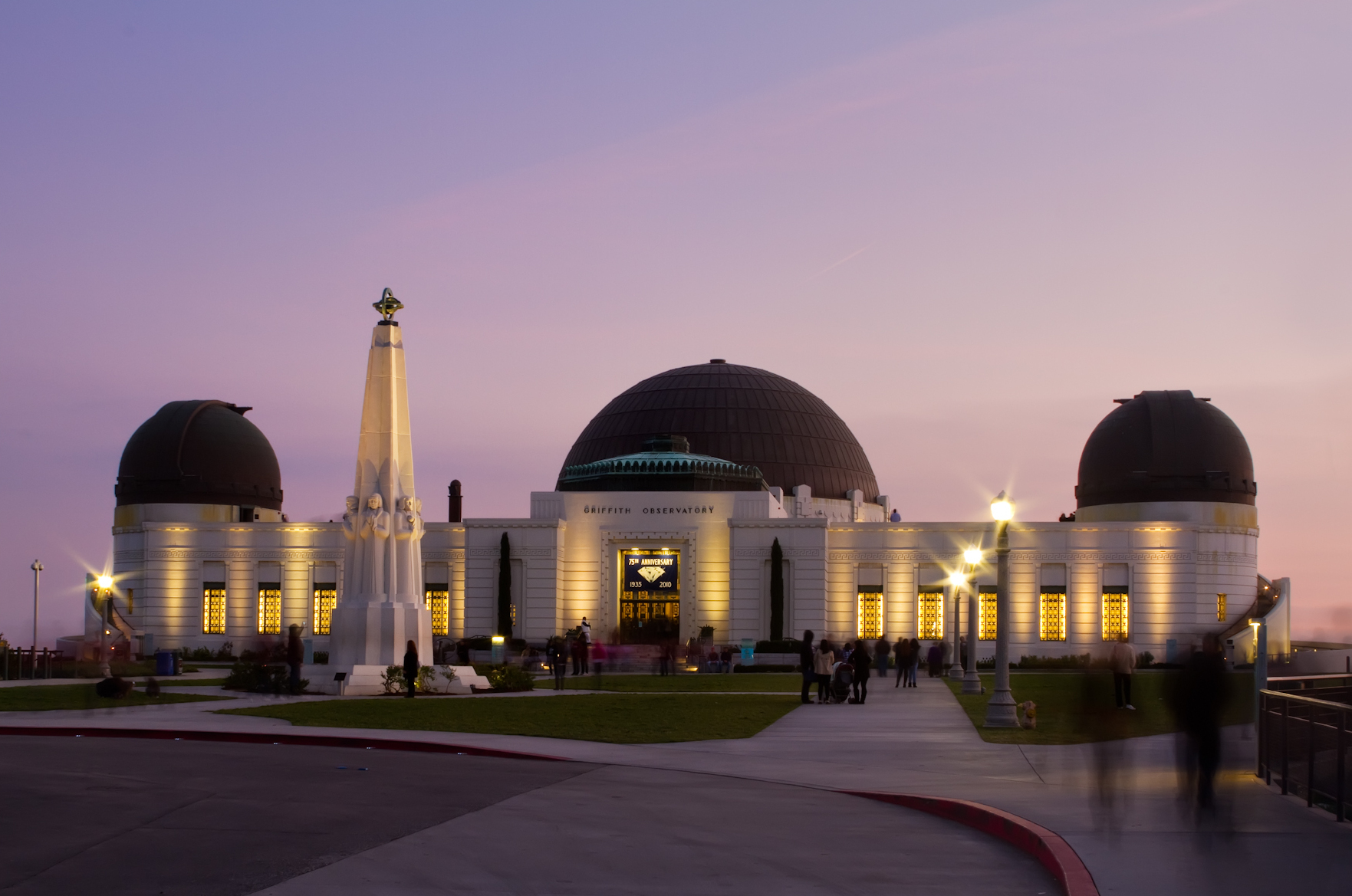
Обсерватория Гриффита, фото 2011 года.
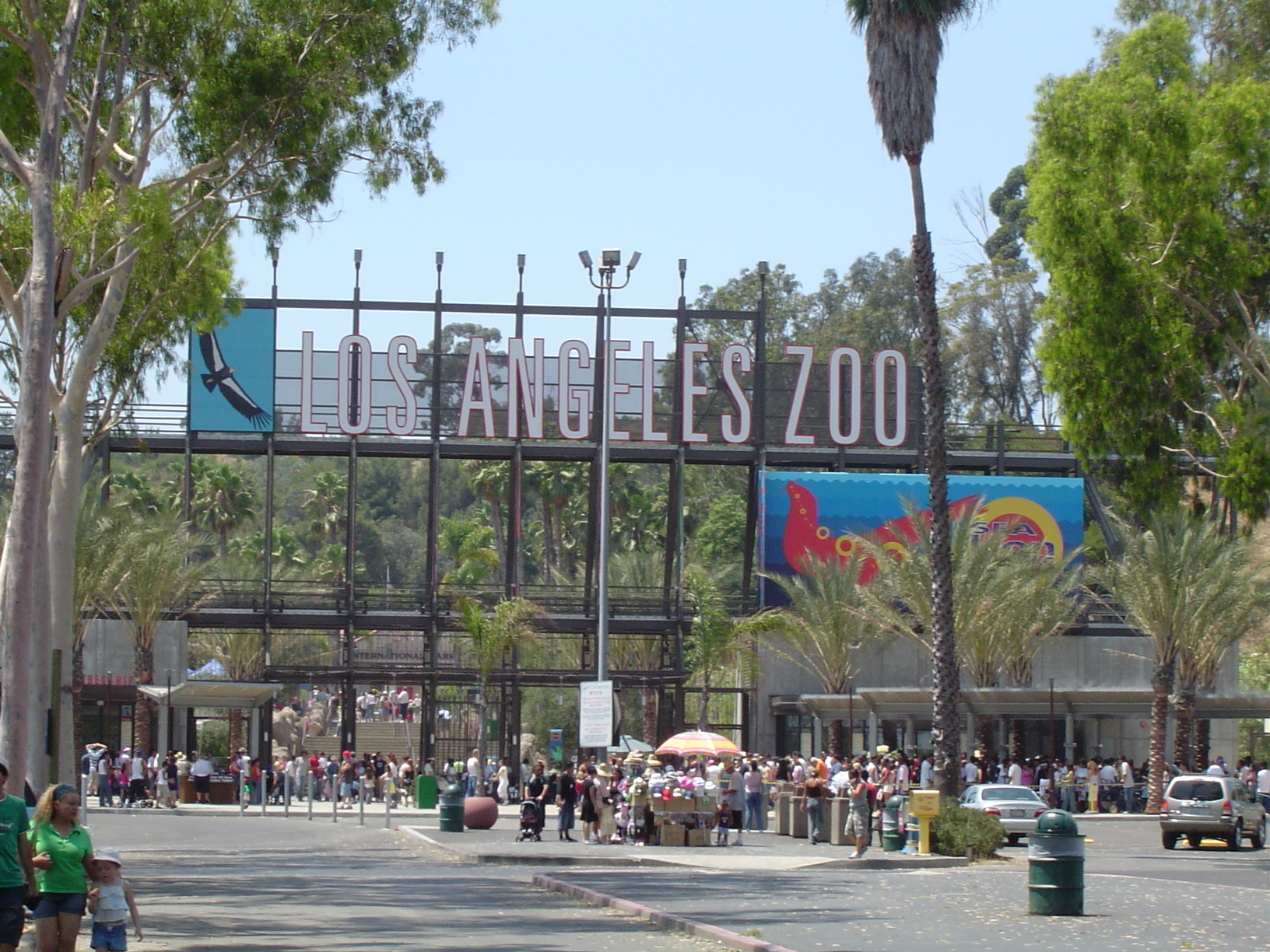
Зоопарк Лос-Анджелеса[англ.], фото 2005 года.
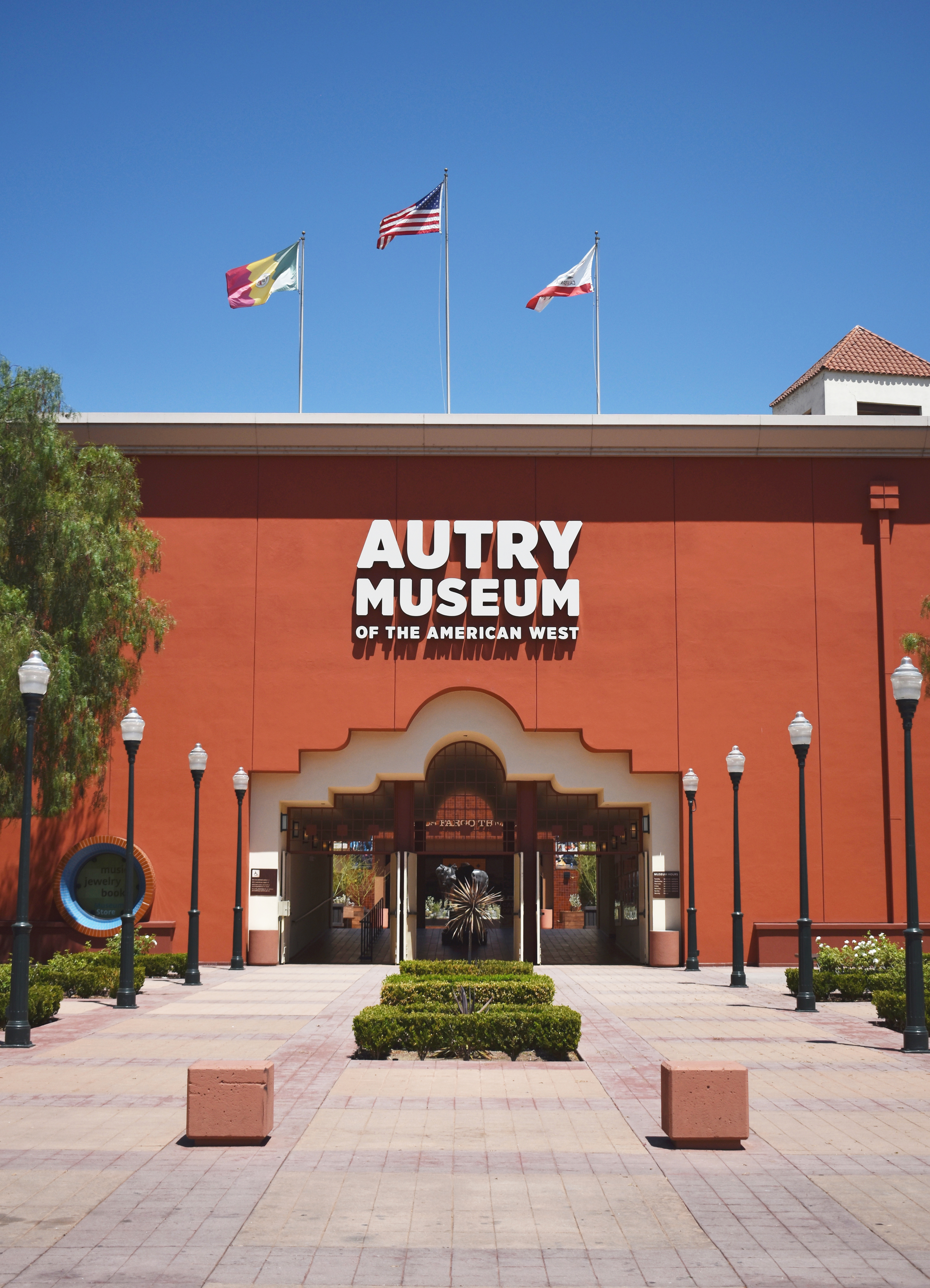
Музей Отри Американского Запада[англ.], фото 2018 года.
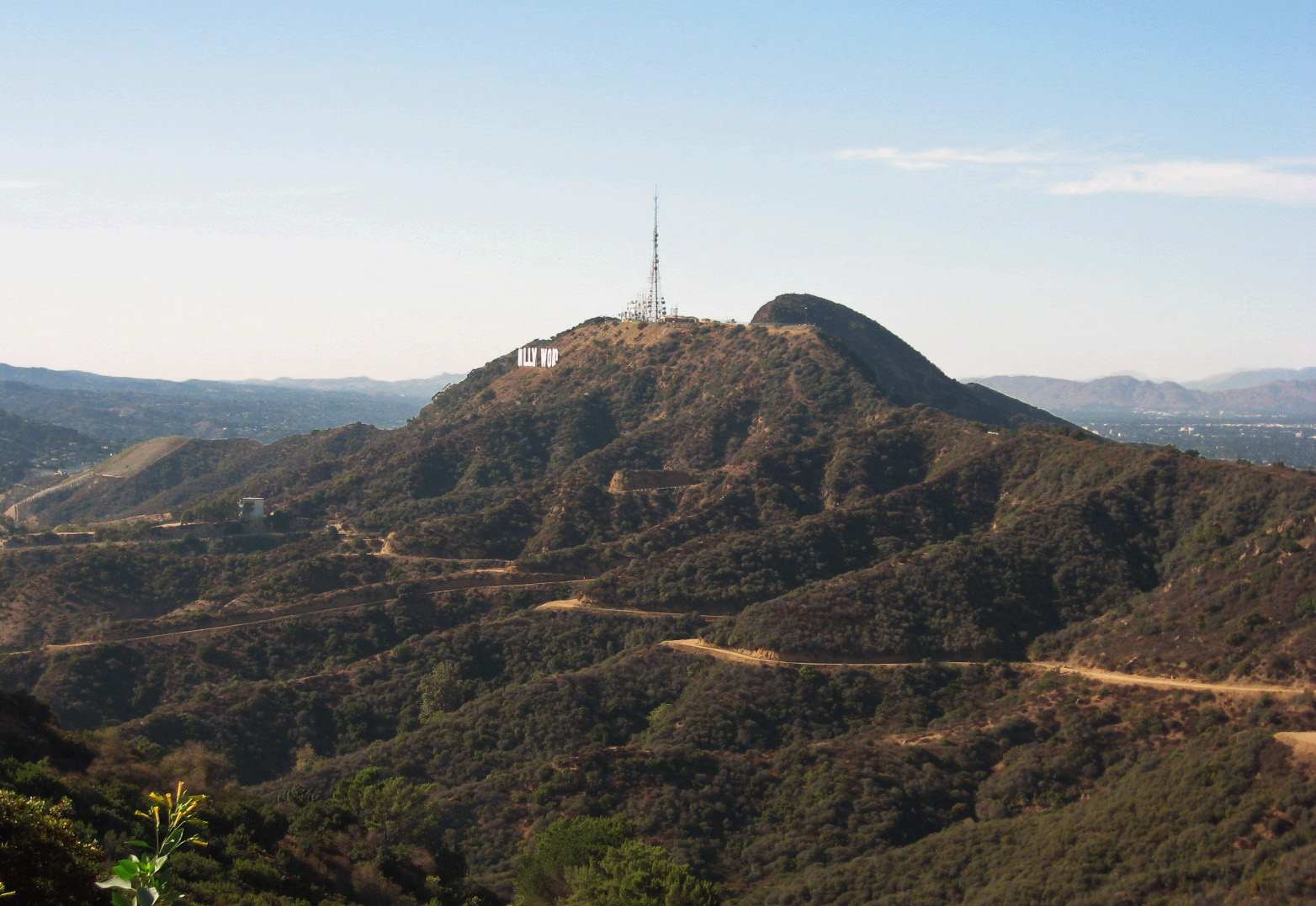
Гора Ли[англ.], на которой размещён…
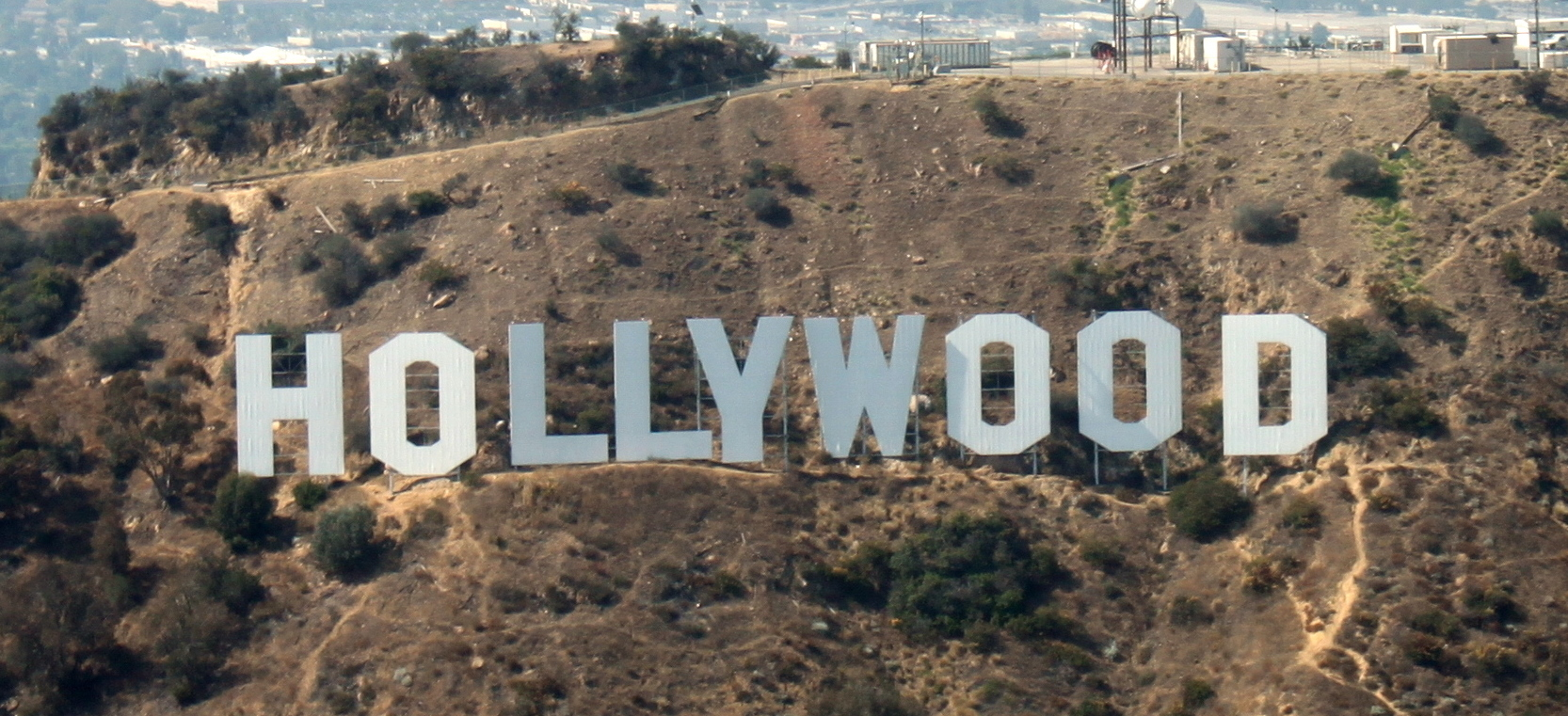
…Знак Голливуда.
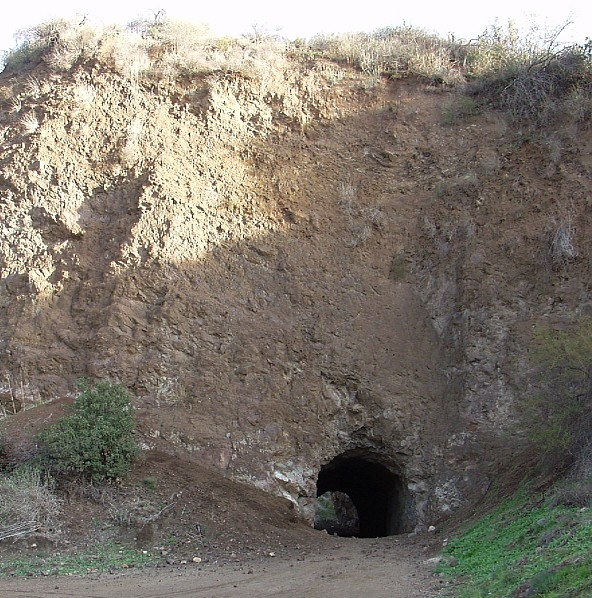
Каньон Бронсон
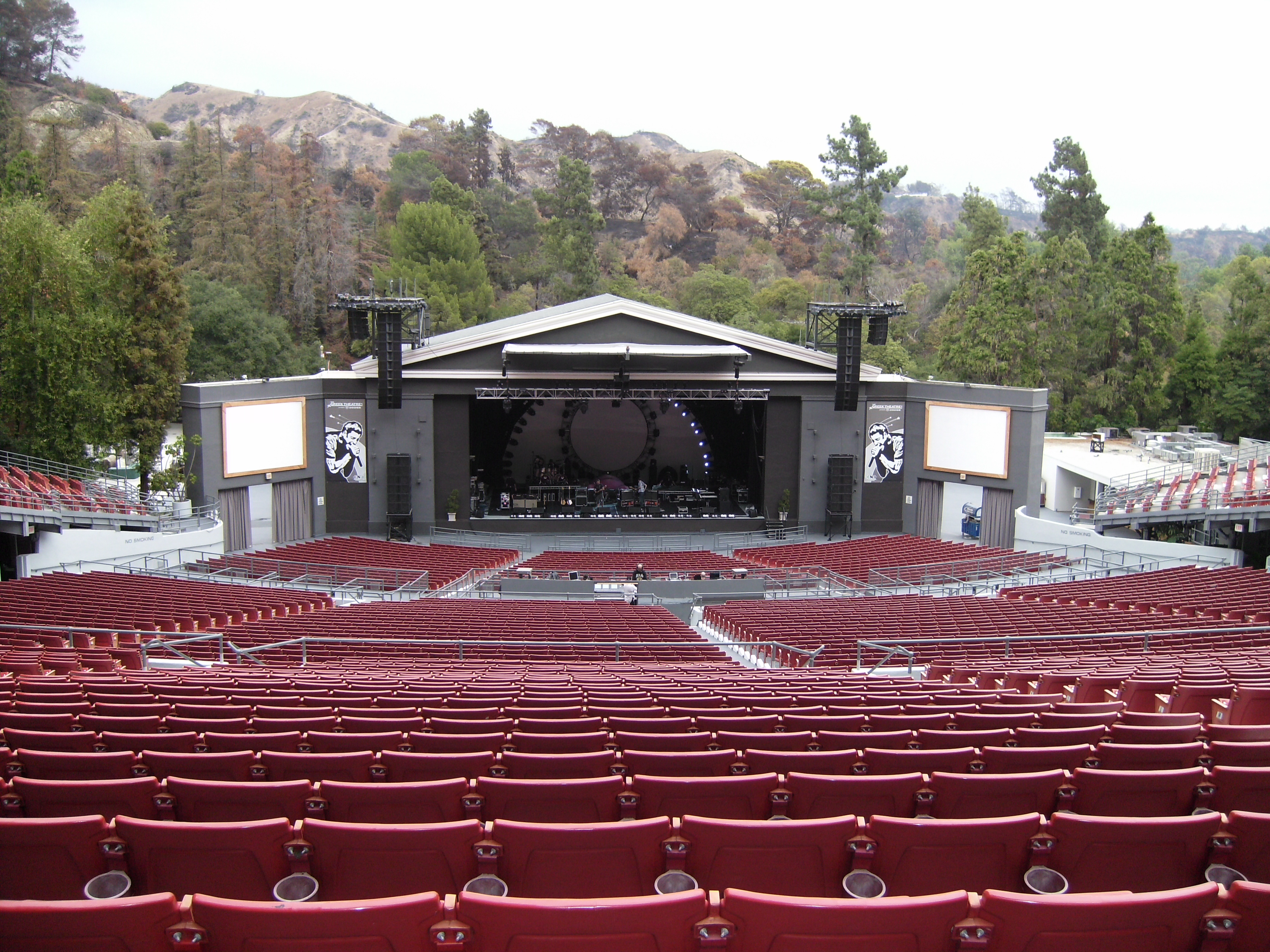
«Греческий театр[англ.]», фото 2007 года.
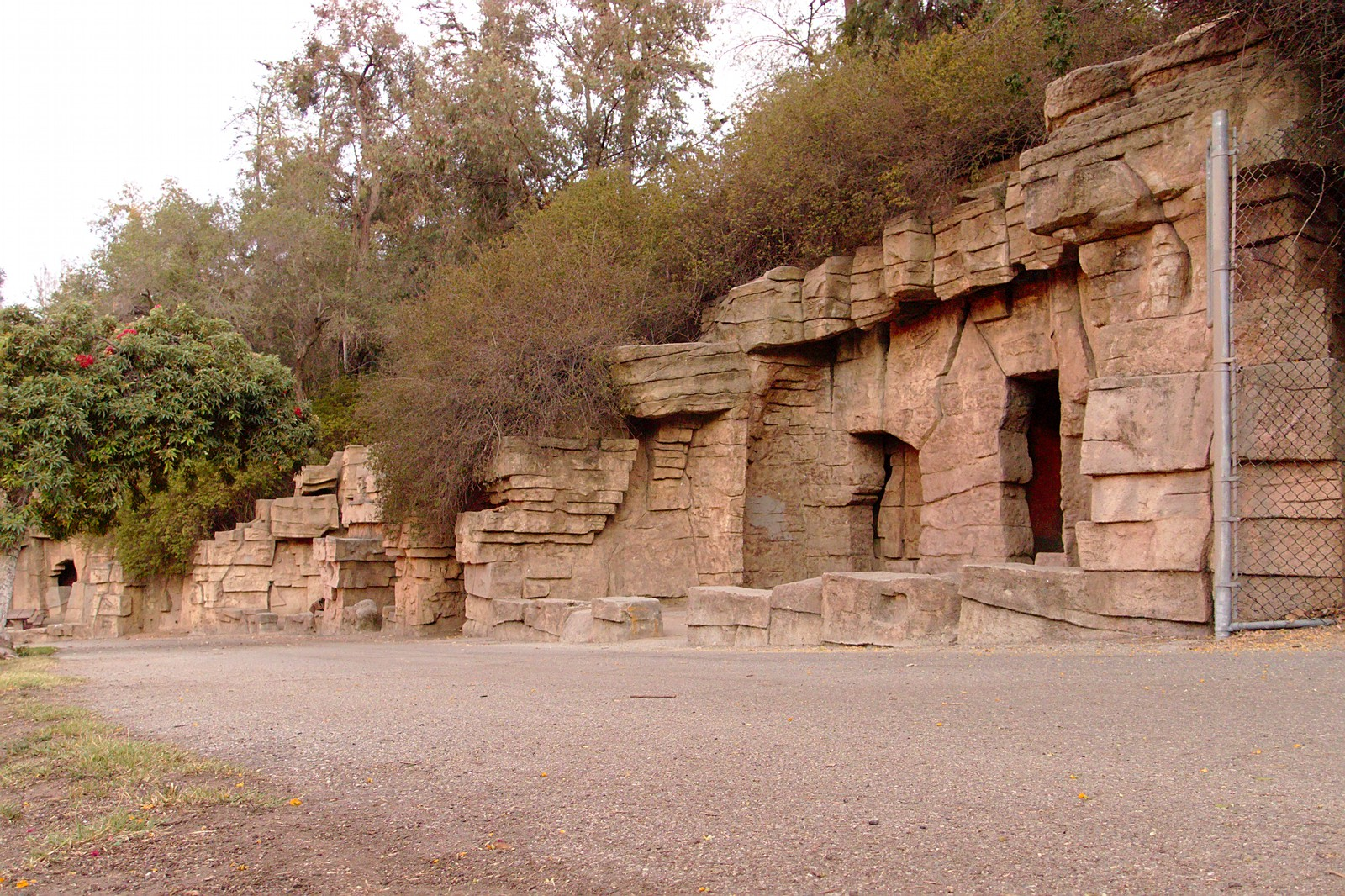
Зоопарк парка «Гриффит»[англ.] (Старый зоопарк Лос-Анджелеса), фото 2013 года.
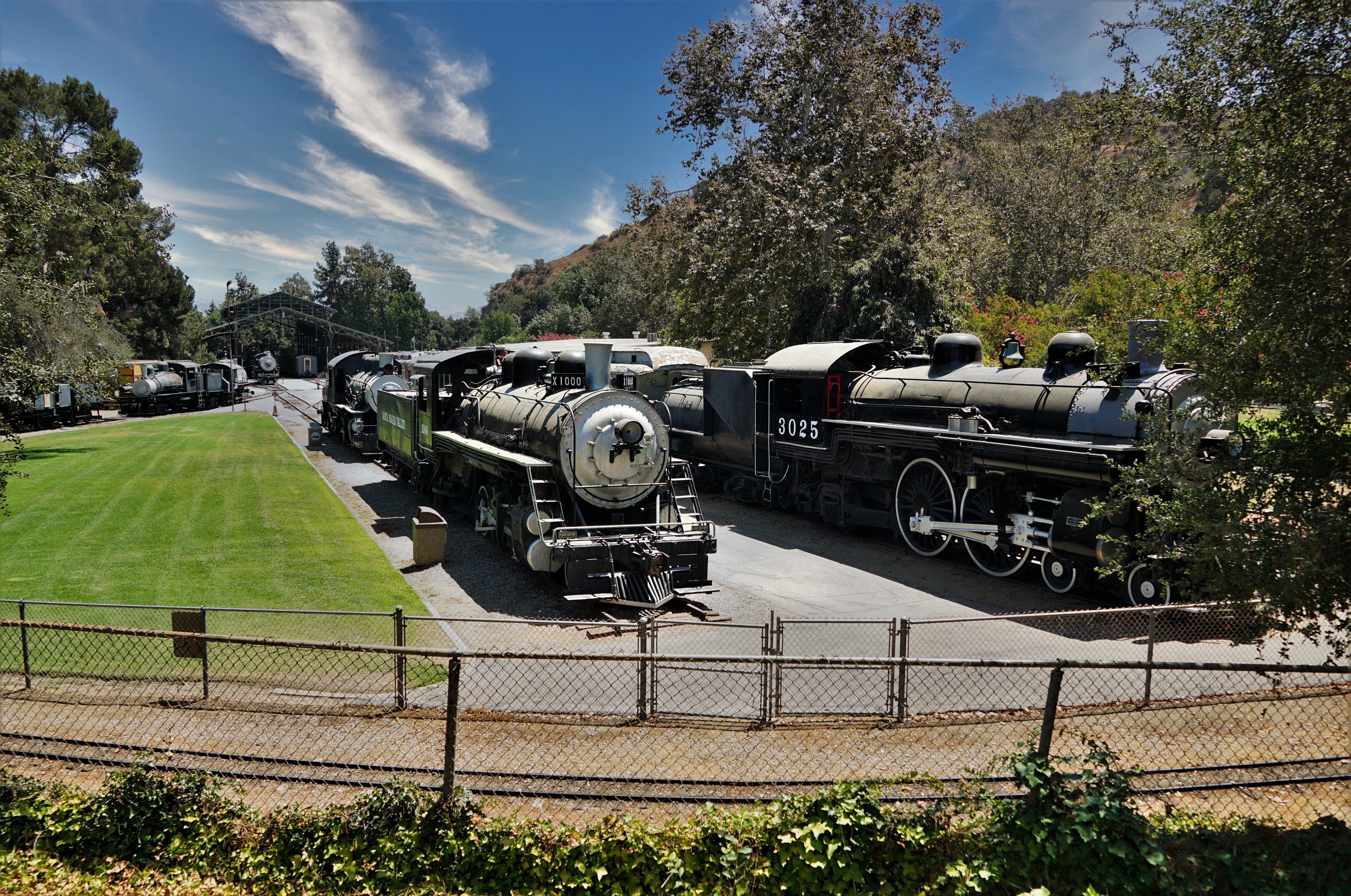
Железнодорожный музей

### Фауна

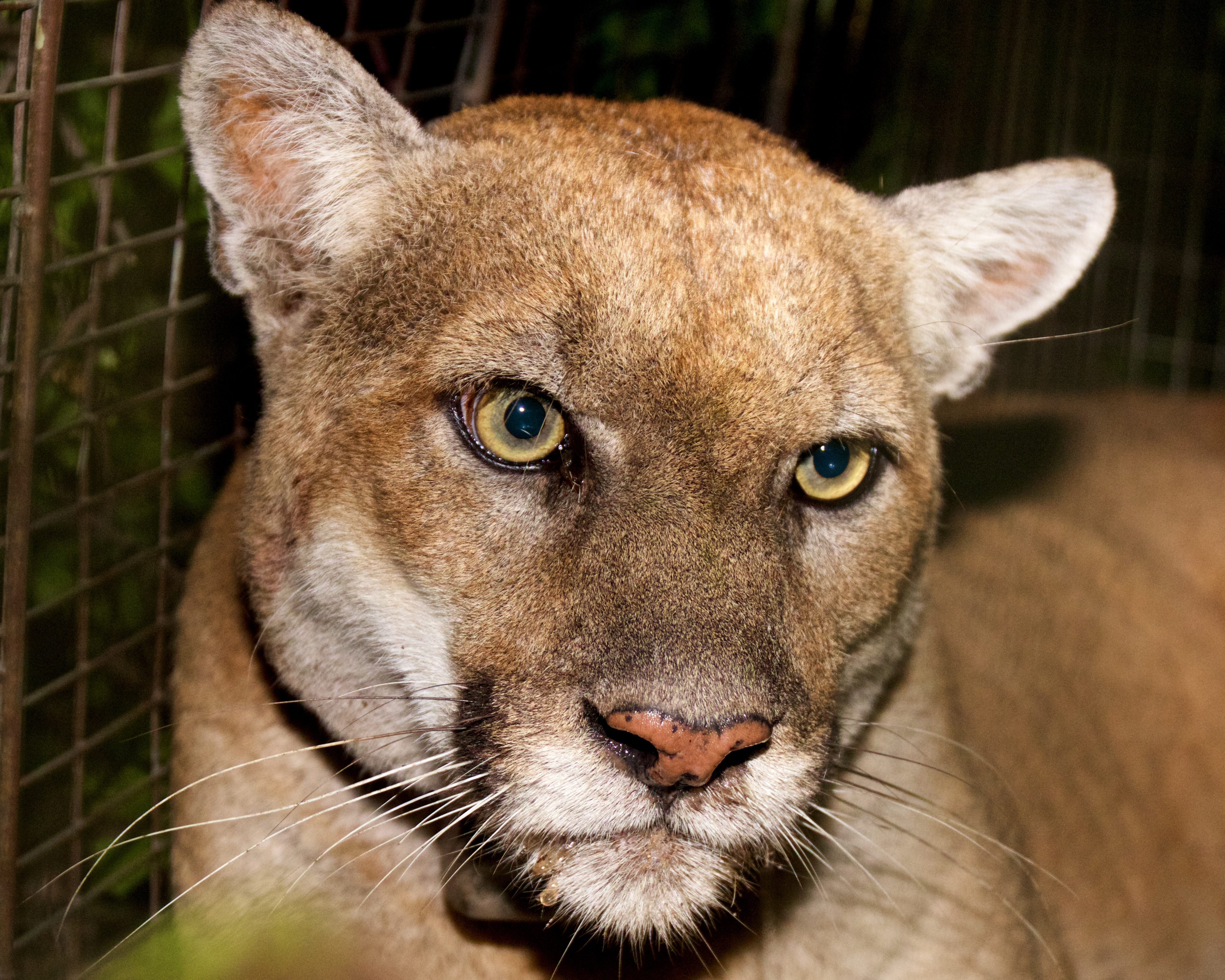
Пума P-22

С 2012 года по 17 декабря 2022 года в парке жила пума, получившая кличку (обозначение) P-22. На неё был повешен радиоошейник. В декабре 2022 года она была поймана и усыплена, так как обследования показали, что она страдает от травм, полученных в результате наезда автомобиля, в сочетании с несколькими хроническими проблемами со здоровьем. До этого находили лишь косвенные доказательства обитания пум в этом парке: сбитое автомобилем тело, растерзанные олени.
В заметном количестве в парке обитают гремучие змеи вида crotalus helleri.
Ночью в парке в большом количестве наблюдаются койоты. Туристы видят их и днём, в частности, были случаи нападения койотов на их домашних собак. Посетителям запрещается подкармливать койотов (и вообще любых диких животных) парка (за это предусмотрено наказание до 6 месяцев тюремного заключения), в том числе вблизи «подножия Ферн-Каньона, где более или менее постоянно присутствует до восьми койотов в день».
Из примечательных птиц в парке обитают ястребы, орлы и грифы.

### Климат
«Средняя высокая» температура воздуха июля составляет 31°С, максимальная зафиксированная — 45°С.

«Средняя низкая» температура воздуха января составляет 7°С, минимальная зафиксированная — -3°С.

В среднем за год над парком выпадает 469 мм дождя: самый дождливый месяц — февраль (113 мм), самый засушливый — июль (0,51 мм).

## История

### До Второй мировой войны
Удачно вложившись в добычу полезных ископаемых, промышленник и филантроп Гриффит Дж. Гриффит (1850—1919) в 1882 году приобрёл ранчо Лос-Фелис и открыл там ферму по разведению страусов. Хотя страусиные перья широко использовались при изготовления женских шляпок в конце XIX века, целью Гриффита было в первую очередь заманить жителей Лос-Анджелеса в близлежащие жилые комплексы, в которых предположительно обитал призрак Антонио Фелиса (предыдущего владельца этой недвижимости). После того, как ажиотаж вокруг недвижимости достиг своего пика, Гриффит пожертвовал 1220 га этой своей земли городу Лос-Анджелес 16 декабря 1896 года, сказав: «Это нужно превратить в место отдыха для масс, курорт для рядовых, для простых людей. Я считаю своим долгом сделать Лос-Анджелес счастливее, чище и прекраснее. Таким образом я хочу отдать свой долг обществу, в котором я процветал». На этой территории немедленно был организован городской парк.
В 1903 году Гриффит был признан виновным в том, что тяжело ранил собственную жену из огнестрельного оружия. Выйдя через несколько лет из тюрьмы, он предложил городу профинансировать строительство в образовавшемся парке амфитеатра, обсерватории, планетария, двух лагерей отдыха как для мальчиков, так и для девочек. Но поскольку репутация промышленника была запятнана преступлением, город отказался от его денег.
В 1912 году Гриффит выделил 40 га в северо-восточной парка, чтобы «сделать что-то для развития авиации». Здесь он построил аэродром. Им пользовались пионеры авиации, такие как Гленн Л. Мартин и Силас Кристофферсон; впоследствии аэродром был передан воздушной службе Национальной гвардии. Взлёты и посадки продолжались на взлетно-посадочной полосе длиной 600 метров до 1939 года, когда она была закрыта: частично из-за опасности помех подходам к аэропорту Гранд-Сентрал через реку в Глендейле, и потому что комиссия по городскому планированию пожаловалась на то, что военный аэропорт нарушил условия договора Гриффита. Эскадрилья национальной гвардии переехала в Ван-Найс, а аэродром был разрушен, хотя вращающийся маяк и его башня оставались на протяжении многих лет. С 1946 года до середины 1950-х годов территорию, которая раньше была аэродромом, занимал социально-жилищный проект «Деревня Роджера Янга».
Гриффит учредил трастовый фонд для задуманных им улучшений парка, и после его смерти в 1919 году город начал строить то, что хотел Гриффит. В 1930 году был возведён амфитеатр, получивший название «Греческий театр»; в 1935 году открылась Обсерватория Гриффита. Постепенно дальнейшие пожертвования земли, городские покупки и передача земель из частной собственности в государственную расширили парк до его нынешних размеров: он увеличился с 1220 до 1740 га.

### Вторая мировая война
После атаки на Перл-Харбор (декабрь 1941 года) лагерь Гражданского корпуса охраны природы, расположенный на территории парка, был преобразован в центр содержания американцев японского происхождения, арестованных как «вражеские иностранцы», прежде чем их перевели в более постоянные лагеря для интернированных. Лагерь для задержанных в парке «Гриффит» открылся почти сразу после нападения на Перл-Харбор, приняв 35 японских иммигрантов, подозреваемых в деятельности пятой колонны, поскольку они жили и работали вблизи военных объектов. Эти люди, в основном рыбаки с близлежащего острова Терминал, были переведены в пункт содержания под стражей Службы иммиграции и натурализации после непродолжительного пребывания, но вскоре на их место прибыли интернированные иссеи, арестованные в первые дни и недели после вступления США в войну. До 550 американцев японского происхождения содержались в парке с 1941 по 1942 год, все они впоследствии были переведены в Форт-Линкольн, Форт-Миссула и другие лагеря Министерства юстиции.
14 июля 1942 года лагерь предварительного заключения стал Центром обработки военнопленных из Германии, Италии и Японии, который действовал до 3 августа 1943 года, когда заключённых перевели в другие места. Затем это учреждение было преобразовано в Фотоцентр Западного армейского корпуса и Экспериментальную лабораторию камуфляжа до конца войны.

### После Второй мировой войны
17 марта 1968 года в знак протеста против провокаций и преследований со стороны полицейского управления Лос-Анджелеса две дрэг-квин, известные как «Принцесса» и «Герцогиня», устроили вечеринку в честь Дня Святого Патрика в парке «Гриффит». В тот день там собрались более 200 геев. В то время этот парк был популярным местом для круизинга, и полиция часто проводила в нём рейды.
27 января 2009 года парк получил статус «Исторически-культурный монумент Лос-Анджелеса».
В июне 2010 года к территории парка были добавлены 40 га территории, окружающей холм Кауэнга-Пик, и таким образом «Гриффит» достиг нынешней площади — 1740 га.
8 января 2014 года Комиссия по рекреации и паркам Лос-Анджелеса утвердила характеристику для «Гриффита» как «городской парк дикой природы».

### Пожары
В октябре 1933 года в парке произошёл крупный пожар. 29 человек погибли, более 150 получили ожоги и ранения — это были мужчины и женщины, нанятые для уборки валежника и вообще приведения территории в порядок за 40 центов в час (ок. 9,4 доллара в час, в ценах июня 2023 года).
В мае 1961 года огонь уничтожил 329 га парка. Также полностью сгорели восемь домов, частично пострадали ещё девять — это произошло в районе Бичвуд-Каньон.
В мае 2007 года пожар уничтожил 331 га парка. Сгорели птичий заповедник, обзорные достопримечательности «Дантес-Вью» и «Капитанский насест», сотни людей были эвакуированы. Огонь почти добрался до одной из самых больших игровых площадок в Лос-Анджелесе, «Вдохновение Шейна», и Лос-Анджелесского зоопарка, а также угрожал обсерватории Гриффита, но был остановлен непосредственно на подступах к ним.

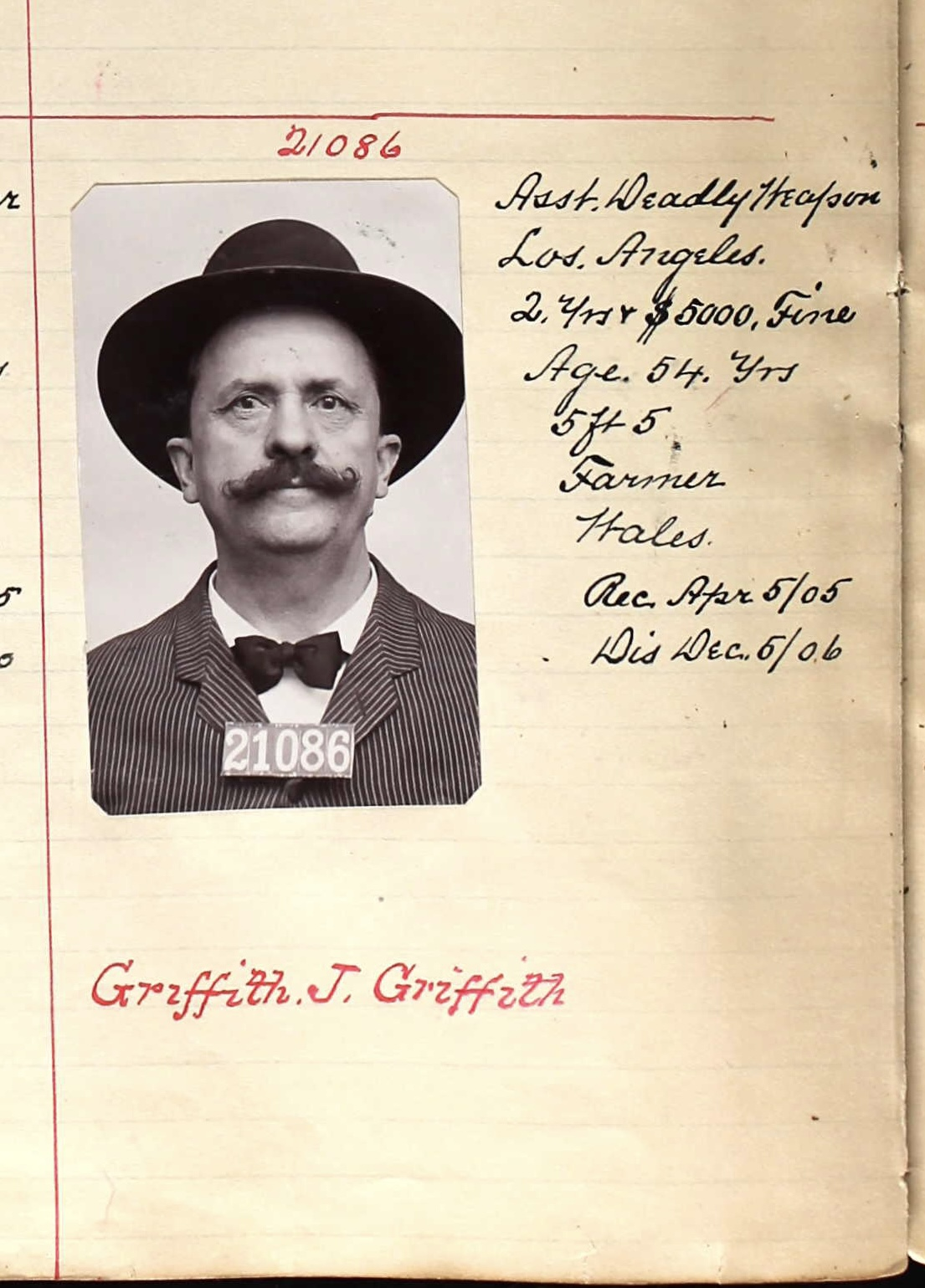
Гриффит Дж. Гриффит[англ.] в тюремном журнале Сан-Квентина
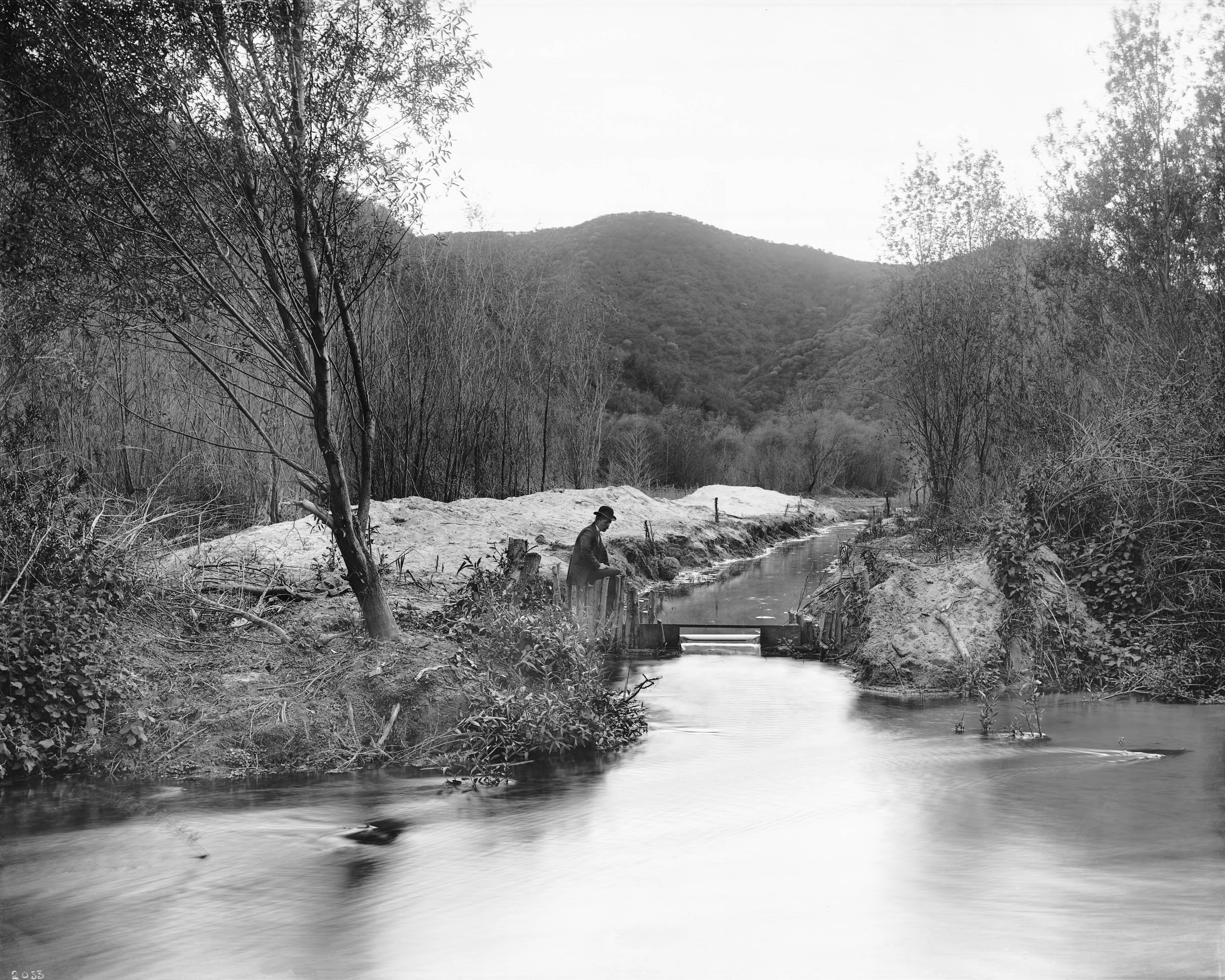
Река Лос-Анджелес в парке. Фото сделано между 1898 и 1910 г.
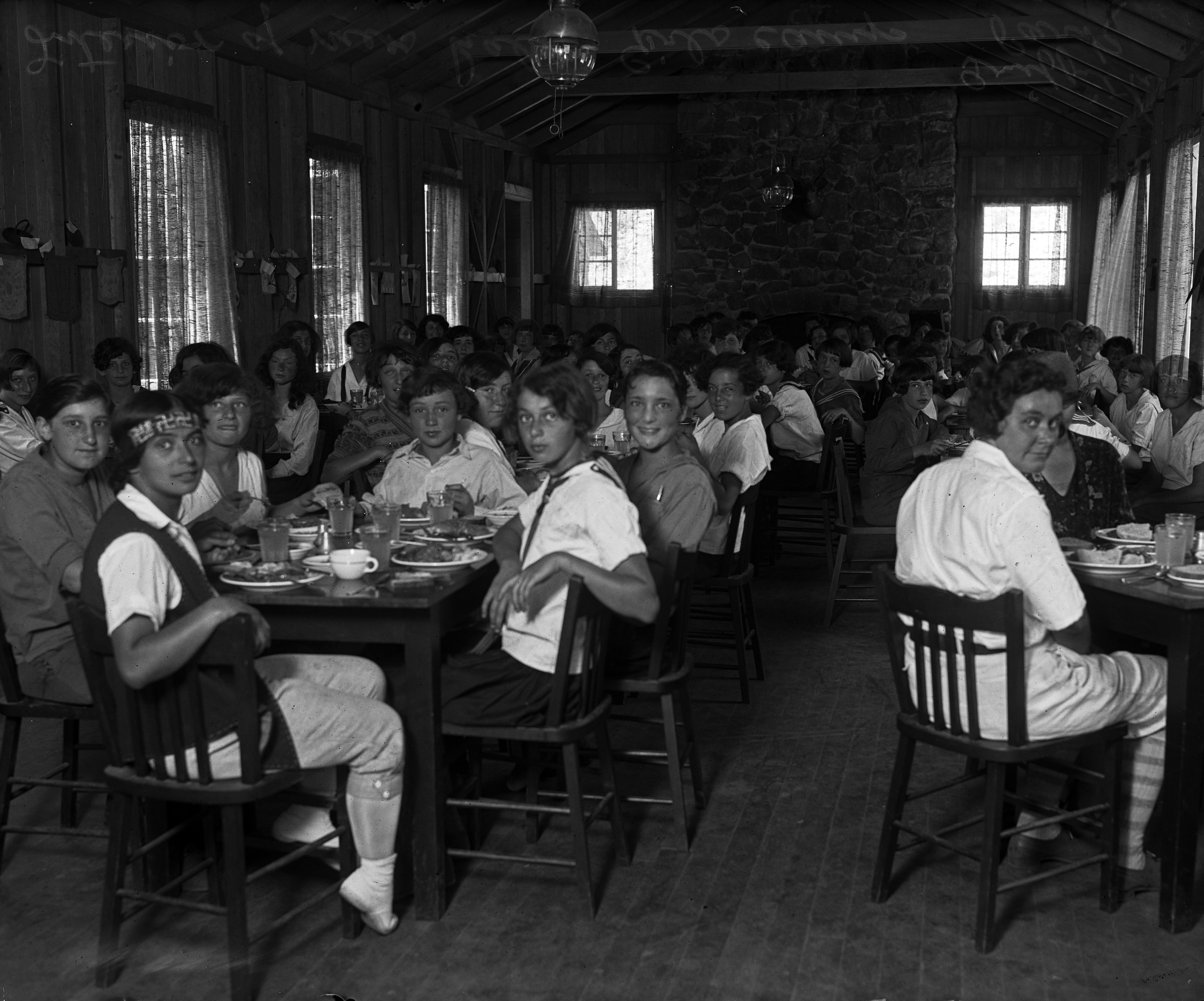
Девушки обедают в столовой лагеря для девочек парка «Гриффит». Фото ок. 1920 г.
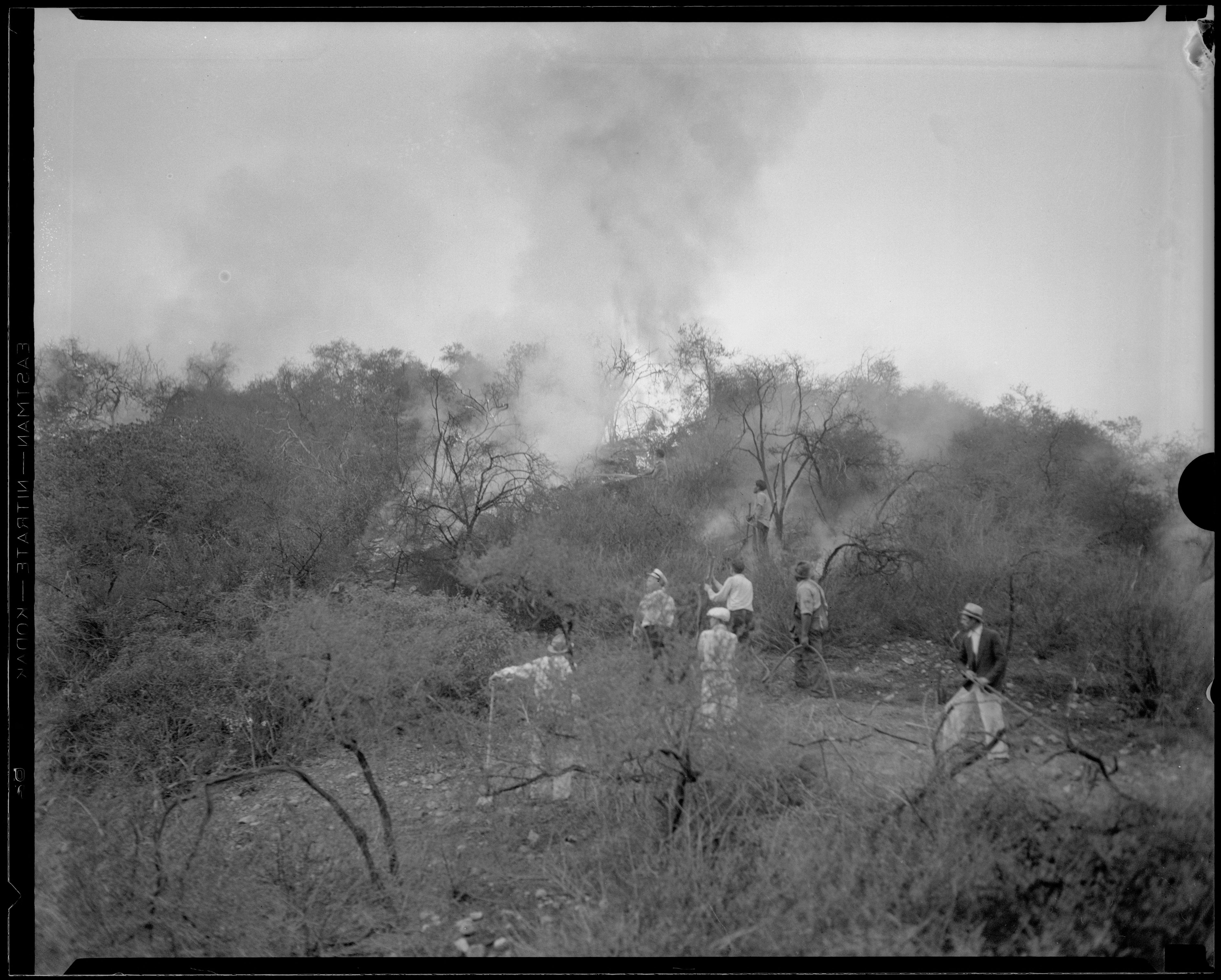
Пожар в парке, октябрь 1933 г.

## В популярной культуре
В парке представлено большое природное разнообразие: холмы, леса, реки, пещеры. Он расположен недалеко от Голливуда, поэтому в нём было снято (и снимается до сих пор) множество фильмов и сериалов. В первую очередь это касается района парка под названием «Каньон Бронсон».
Обсерватория Гриффита являлась ключевой локацией в фильме «Бунтарь без причины» (1955), бронзовый бюст звезды этой ленты Джеймса Дина находится на её территории сразу за куполом. Также обсерватория играла большое значение или была местом съёмок большого числа сцен в картинах «Война великана» (1958), «Терминатор» (1984), «Ракетчик» (1991), «Ван Хельсинг» (2004), «Всегда говори „да“» (2008), «Ла-Ла Ленд» (2016). Территория вокруг обсерватории — одна из локаций RPG-игры Vampire: The Masquerade — Bloodlines (2004). Обсерватория играет важную роль (экипаж звездолёта попадает в прошлое, и именно обсерватория Гриффита обнаруживает «Вояджер») в эпизоде Future's End (1996) телесериала «Звёздный путь: Вояджер».
- 1915 — «Рождение нации», в парке были сняты батальные сцены[49].
- 1950 — «Бульвар Сансет», в парке были отсняты дорожные сцены.
- 1964—1968 — «Путешествие на дно моря»
- 1983 — «Военные игры», тоннель при обсерватории в фильме является входом в секретную базу NORAD.
- 1985 — «Назад в будущее», в парке была отснята кульминационная сцена, в которой Марти Макфлай разгоняется до 88 миль в час.
- 1988 — «Кто подставил кролика Роджера», тоннель при обсерватории в фильме является входом в Мультяшный Город.
- 1989 — «Назад в будущее 2», в парке была отснята сцена «Тоннель Ривер-роуд», когда Марти Макфлай пытался вернуть альманах у Биффа Таннена.
- 2001 — «Мажестик», дорожки парка «играют роль» прибрежных прогулочных троп на берегу Тихого океана.

Музыка
- В видеоклипе группы Simple Plan на песню Untitled (How Could This Happen to Me?) (2005) серебристый Trans Am выезжает из тоннеля непосредственно перед лобовым столкновением[50].
- В парке был снят видеоклип на песню Адама Ламберта If I Had You (2010)[51].
- В парке был снят видеоклип на песню Элли Голдинг Guns and Horses[англ.] (2010)[52].